# Première Division 2023-2024 (Mauritania)
La Première Division 2023-2024 è stata la quarantacinquesima edizione della massima divisione del campionato mauritano di calcio. Il campionato è iniziato il 15 settembre 2023 ed è terminato il 5 giugno 2024.
Il Nouadhibou è la squadra campione in carica e si è riconfermata, vincendo il suo dodicesimo titolo nazionale.

## Stagione

### Novità
Al termine della scorsa stagione sono state retrocesse in Deuxième Division le ultime due classificate Trarza e Police. Al loro posto sono state promosse le prime due classificate della Deuxième Division, Entou e Pompiers.

### Formula
Le 14 squadre partecipanti giocano un girone all'italiana con partite di andata e ritorno, per un totale di 26 giornate. Al termine della stagione, la prima classificata è campione della Mauritania e si qualifica per la CAF Champions League 2024-2025, mentre le ultime due vengono retrocesse in Deuxième Division.

## Squadre partecipanti
| Squadra            | Città      | Stagione precedente      |
| ------------------ | ---------- | ------------------------ |
| Douanes Nouakchott | Nouakchott | 4° in Première Division  |
| Entou              | Kiffa      | in Deuxième Division     |
| Chemal             | Nouakchott | 2° in Première Division  |
| ASAC Concorde      | Nouakchott | 7° in Première Division  |
| Garde Nationale    | Nouakchott | 8° in Première Division  |
| Gendrim            | Nouakchott | 9° in Première Division  |
| Inter Nouakchott   | Nouakchott | 10° in Première Division |
| Kaédi              | Kaédi      | 5° in Première Division  |
| Ksar               | Nouakchott | 11° in Première Division |
| Nouadhibou         | Nouadhibou | Campione di Mauritania   |
| Nouakchott Kings   | Nouakchott | 6° in Première Division  |
| Pompiers           | Nouakchott | in Deuxième Division     |
| SNIM               | Nouadhibou | 12° in Première Division |
| Tevragh-Zeïna      | Nouakchott | 3° in Première Division  |

## Classifica
|                       | Pos. | Squadra            | Pt | G  | V  | N  | P  | GF | GS | DR  |
| --------------------- | ---- | ------------------ | -- | -- | -- | -- | -- | -- | -- | --- |
| Mauritania (bandiera) | 1.   | Nouadhibou         | 66 | 26 | 21 | 3  | 2  | 48 | 14 | +34 |
|                       | 2.   | Douanes Nouakchott | 59 | 26 | 17 | 8  | 1  | 55 | 18 | +37 |
|                       | 3.   | Tevragh-Zeïna      | 52 | 26 | 15 | 7  | 4  | 43 | 15 | +28 |
|                       | 4.   | Gendrim            | 40 | 26 | 11 | 7  | 8  | 25 | 24 | +1  |
|                       | 5.   | Nouakchott Kings   | 36 | 26 | 9  | 9  | 8  | 39 | 32 | +7  |
|                       | 6.   | Inter Nouakchott   | 31 | 26 | 8  | 7  | 11 | 29 | 34 | -5  |
|                       | 7.   | Pompiers           | 30 | 26 | 8  | 6  | 12 | 28 | 38 | -10 |
|                       | 8.   | Kaédi              | 29 | 26 | 7  | 8  | 11 | 31 | 41 | -10 |
|                       | 9.   | Chemal             | 28 | 26 | 6  | 10 | 10 | 26 | 27 | -1  |
|                       | 10.  | Garde Nationale    | 28 | 26 | 6  | 10 | 10 | 24 | 32 | -8  |
|                       | 11.  | SNIM               | 26 | 26 | 5  | 11 | 10 | 22 | 34 | -12 |
|                       | 12.  | Ksar               | 26 | 26 | 6  | 8  | 12 | 17 | 33 | -16 |
|                       | 13.  | ASAC Concorde      | 24 | 26 | 6  | 6  | 14 | 18 | 32 | -14 |
|                       | 14.  | Entou              | 17 | 26 | 3  | 8  | 15 | 28 | 59 | -31 |

Legenda
      Campione della Mauritania e ammessa alla CAF Champions League 2024-2025.
      Retrocessa in Deuxième Division 2024-2025.
Note:
Tre punti a vittoria, uno a pareggio, zero a sconfitta.